# Fatalidades dos ataques no 11 de Setembro
Durante os ataques de 11 de setembro de 2001, 2977 pessoas foram mortas, 19 sequestradores cometeram assassinato-suicídio e mais de 6000 outras pessoas ficaram feridas. As mortes imediatas incluíram 265 nos quatro aviões (incluindo os terroristas), 2.606 no World Trade Center e arredores e 125 no Pentágono . Os ataques continuam sendo o ato terrorista mais mortal da história mundial .
A maioria dos que morreram eram civis, exceto pelos 343 membros do Corpo de Bombeiros de Nova York; 71 policiais que morreram no World Trade Center e na cidade de Nova York ; outro policial que morreu quando o voo 93 da United Airlines caiu em um campo perto de Shanksville, Pensilvânia ; 55 militares que morreram no Pentágono no condado de Arlington, Virgínia ; e os 19 terroristas que morreram a bordo das quatro aeronaves. Das 2.977 pessoas que morreram, 2.605 eram cidadãos americanos e 372 cidadãos não americanos (excluindo os 19 perpetradores). Mais de 90 países perderam cidadãos nos ataques, incluindo o Reino Unido (67 mortes), a República Dominicana (47 mortes), Índia (41 mortes), Grécia (39 mortes), Coreia do Sul (28 mortes), Canadá (24 mortes), Japão (24 mortes), Colômbia (18 mortes), Rússia (18 mortes), Jamaica (16 mortes), Filipinas (16 mortes), México (15 mortes), Trinidad e Tobago (14 mortes), Equador (13 mortes), Austrália (11 mortes), Alemanha (11 mortes), Itália (10 mortes), Bangladesh (6 mortes), Irlanda (6 mortes), Paquistão (6 mortes), Polônia (6 mortes),Brasil (4 mortes) Nova Zelândia ( 2 mortes, incluindo um cidadão naturalizado americano), Suécia (1 morte) e Lituânia (1 morte).
Um total de 2.751 vítimas foram confirmadas como mortas nos ataques iniciais. Em 2007, o escritório legista da cidade de Nova York começou a incluir no número oficial de mortos pessoas que morreram de doenças causadas pela exposição à poeira do local. A primeira dessas vítimas foi uma mulher, uma advogada de direitos civis, que morreu de uma doença pulmonar crônica em fevereiro de 2002. Em setembro de 2009, o escritório acrescentou um homem que morreu em outubro de 2008, e em 2011, um contador que havia morrido em dezembro de 2010. Isso aumenta o número de vítimas no local do World Trade Center para 2.753, e o número total de mortos no 11 de setembro para 2.996.
A partir de agosto de 2013 as autoridades médicas concluíram que 1140 pessoas que trabalharam, viviam ou estudavam na Baixa de Manhattan no momento do ataque foram diagnosticadas com câncer como resultado de "exposição a toxinas". Em setembro de 2014, foi reportado que mais de 1.400 trabalhadores das equipes de resgate no 11/9 que responderam à cena nos dias e meses depois que os ataques aconteceram morreram. Pelo menos 10 gestações foram perdidas como resultado do 11/9. Nem o FBI nem a cidade de Nova York registraram oficialmente as baixas dos ataques de 11/9 em suas estatísticas de crime para 2001, com o FBI afirmando em um aviso legal que "o número de mortes é tão grande que combiná-lo com as estatísticas tradicionais do crime terá um efeito outlier que falsamente inclina todos os tipos de medições nas análises do programa."

## Evacuação
A maioria dos edifícios altos nos Estados Unidos na época não foi projetada para evacuação total durante calamidades, mesmo depois do atentado ao World Trade Center em 1993. Também era procedimento em boletins nos casos de segurança contra incêndios em arranha-céus para os indivíduos permanecerem em seus escritórios, a menos que estivessem perto do chão em chamas. No entanto, depois de levar dez horas para evacuar completamente as torres nos ataques de 1993, vários acréscimos foram feitos aos edifícios e planos de evacuação. Repetidores de rádio foram instalados nas torres para melhorar a comunicação, luzes de emergência alimentadas por bateria foram instaladas e simulações de incêndio realizadas. Indivíduos que evacuaram tanto para os ataques de 1993 quanto para 2001 afirmaram que estavam mais bem preparados para as evacuações de 2001.
Os dois edifícios do World Trade Center abrigavam três escadarias no núcleo central de cada torre. Nos andares que continham máquinas de elevação e ventilação (como alguns dos andares onde o voo 175 atingiu o WTC 2), as escadarias do norte e do sul entraram em corredores que se estendiam ao norte e ao sul até as escadarias que contornavam as máquinas pesadas. As três escadarias foram rotuladas A, B e C, e eram tão altas quanto os edifícios com duas construídas a 110 cm de largura e o terceiro tendo 140 cm.

Mapa mostrando os ataques ao World Trade Center (os aviões não estão desenhados em escala.)

No momento dos ataques, relatos da mídia sugeriram que dezenas de milhares de pessoas poderiam ter sido mortas. As estimativas do número de pessoas nas Torres Gêmeas quando atacadas na terça-feira, 11 de setembro de 2001, variam entre 14.000 e 19.000. O Instituto Nacional de Padrões e Tecnologia estimou que aproximadamente 17.400 civis estavam no complexo do World Trade Center no momento dos ataques. As contagens de catracas da Autoridade Portuária indicam que o número de pessoas normalmente nas Torres Gêmeas por volta das 10:30 am era de 14.154.
Acredita-se que 1.344 pessoas estavam no andar 92 ou acima do WTC 1 quando o voo 11 colidiu diretamente os andares 93 a 99, e todos morreram. Cerca de 600 pessoas estavam no andar 77 ou acima (um andar Skylobby ) do WTC 2 quando o voo 175 atingiu os andares 77 a 85, das quais 18 escaparam. Doze das pessoas que sobreviveram estavam entre as até 200 pessoas que se encontravam no Skylobby.
Em entrevistas com 271 sobreviventes, pesquisadores em 2008 descobriram que apenas cerca de 8,6% fugiram assim que o alarme foi disparado, enquanto cerca de 91,4% ficaram para trás para esperar por mais informações ou realizar pelo menos uma tarefa adicional (recolher pertences / ligar para uma família membro). As entrevistas também mostraram que 82% dos evacuados pararam pelo menos uma vez durante a descida, por congestionamento nas escadas, para descanso ou pelas condições do ambiente (fumaça / escombros / fogo / água). As falhas de comunicação também dificultaram a evacuação dos trabalhadores, pois um sobrevivente contou que ligou várias vezes para o 911 da Torre Sul e foi colocado em espera duas vezes, já que as operadoras do 911 não sabiam o que estava acontecendo e estavam sobrecarregadas com a quantidade de ligações, em vezes repetindo informações incorretas. Problemas de comunicação também foram vistos, pois os primeiros respondentes utilizavam diferentes canais de rádio para se comunicar, suas frequências estavam sobrecarregadas ou eles estavam de folga e respondiam sem seus rádios.

### Torre Norte
Nos momentos após o voo 11 atingir a Torre Norte, as cerca de 8000 pessoas que poderiam evacuar dos andares abaixo do ponto de impacto (andares 93 a 99) enfrentaram um cenário angustiante. As torres do complexo do World Trade Center não foram projetadas para facilitar a evacuação em massa de todos os edifícios, e em cada torre havia apenas três escadas estreitas descendo até ao piso térreo. Outro problema para a evacuação do World Trade Center foi que, conforme os aviões atingiram, a força do impacto fez com que os edifícios se deslocassem o suficiente para travar as portas em seus quadros, e as escadarias ficaram bloqueadas por placas de parede quebradas, prendendo dezenas de pessoas em todo o edifício, principalmente nos andares mais próximos da zona de impacto. Para aqueles que estavam acima do ponto de impacto, muitos ficaram presos dentro de seus escritórios, com uma vítima relatando para o 911 que, depois de o primeiro avião atingir o edifício em que estava, as escadas firacam inacessíveis para o 106.º andar. Pelo menos 77 pessoas foram libertadas do 88º ao 90º andares por membros da Autoridade Portuária. Entre eles estavam o gerente de construção Francis "Frank" Albert De Martini, o inspetor de obras Pablo Ortiz, o engenheiro Mak Hanna, o coordenador ambiental Pete Negron e o gerente geral adjunto Carlos S. da Costa .

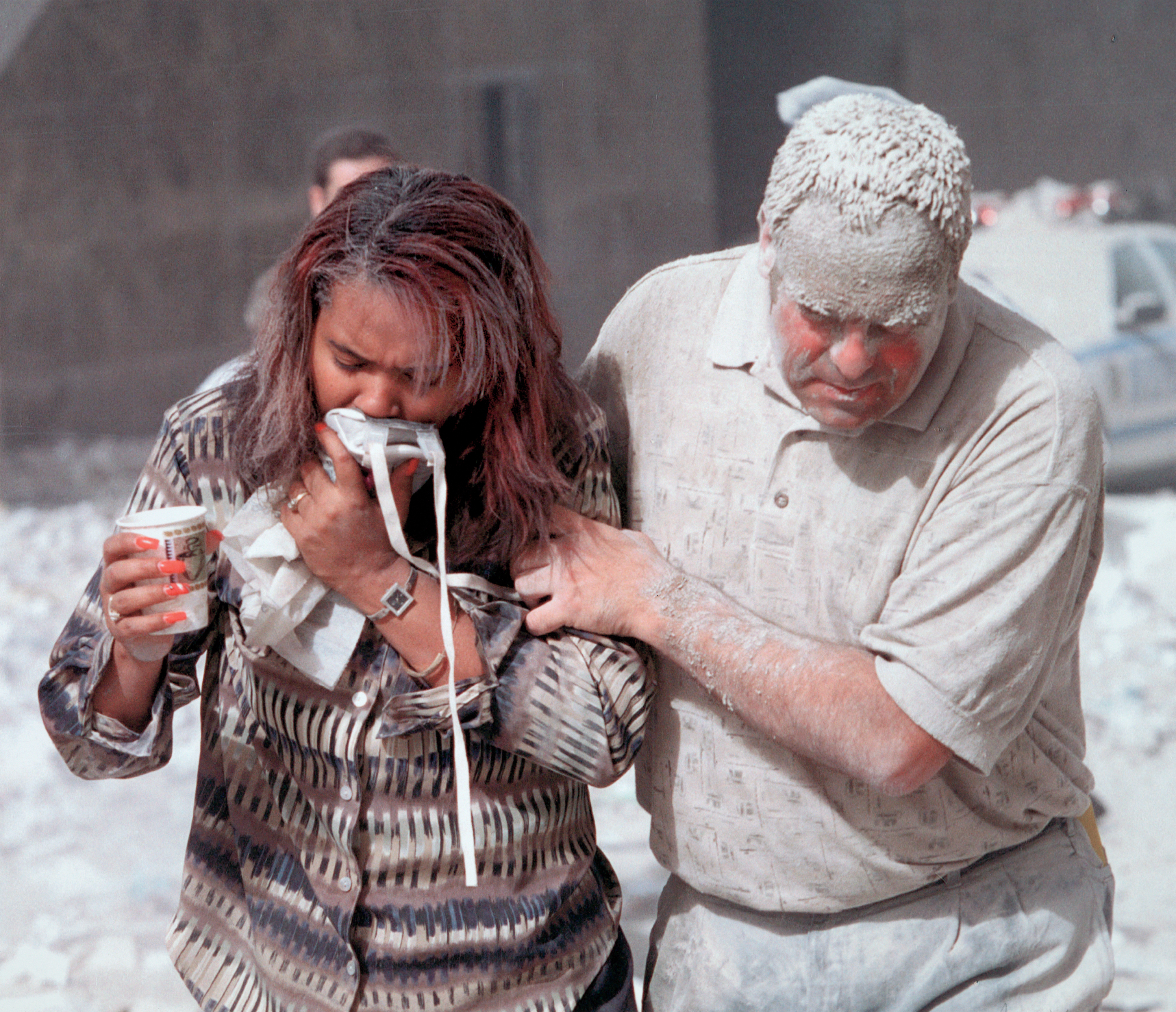
Dois sobreviventes cobertos de poeira após o colapso das torres.

Muitas pessoas começaram a evacuar por conta própria pelas escadas, enquanto outras optaram por aguardar instruções da Autoridade Portuária de Nova York e Nova Jersey. Outros optaram por evacuar e também foram forçados a fazer isso por parentes que puderam conctatá-los. Conforme os evacuados desciam as escadas na Torre Norte, eles eram orientados a descer até o nível do saguão abaixo do complexo do World Trade Center, onde o shopping estava localizado. Outros que conseguiram escapar creditam a " Escadaria dos Sobreviventes ", uma escada externa que sobreviveu ao desastre, e os trabalhadores do World Trade Center que conheciam as rotas de fuga. Um sobrevivente afirmou: "Entre o 11º andar e o 9º andar, passamos por este labirinto. Quando chegamos ao nível da praça, estávamos passando e havia uma luz de emergência acesa. Havia água até nossas panturrilhas. De repente, houve uma voz. Vimos alguém com um chapéu de mineiro. Ele abriu a porta e disse 'Continue indo.' "
Quando os primeiros socorros chegaram ao WTC 1, as equipes receberam ordens de ajudar a evacuar os ocupantes da torre. Momentos após o impacto do voo 11, a Autoridade Portuária emitiu uma evacuação completa da Torre Norte.

### Torre sul
Enquanto isso, na Torre Sul, muitas pessoas viram o que havia acontecido na Torre Norte e optaram por evacuar por precaução. No entanto, o maior obstáculo a este processo foi que durante os 17 minutos entre os impactos do voo 11 e do voo 175, ainda não havia sido determinado que um ataque terrorista estava se desenrolando e, como resultado, a Autoridade Portuária na Torre Sul espalhou a notícia por meio do sistema de intercomunicação do prédio e dos seguranças para que os trabalhadores da Torre Sul permaneçam em seus escritórios. Em uma mensagem telefônica para sua esposa por uma vítima que trabalhava para a AON Risk Management, parte do anúncio inicial pode ser ouvido dizendo: "Posso ter sua atenção, por favor. Repetindo esta mensagem: a situação ocorreu no Edifício 1. Se as condições permitirem em seu andar, você pode iniciar uma evacuação ordenada. " Um entregador de pacotes disse a repórteres que ouviu o primeiro acidente e, ao evacuar, ouviu: "O prédio é seguro. O lugar mais seguro é dentro; fique calmo e não vá embora. " Outros que ignoraram a mensagem foram recebidos por funcionários no saguão, que lhes disseram para voltar aos seus respectivos andares. Em uma conversa de rádio gravada cerca de dois minutos após a queda do primeiro avião, o diretor da Torre Sul afirmou: "Não vou fazer nada até recebermos ordens do Corpo de Bombeiros ou de alguém". Isso foi feito para evitar a superlotação nos níveis da praça e do saguão, o que temia retardar as operações de evacuação e resgate na Torre Norte.
Apesar dos anúncios, milhares de pessoas continuaram a evacuar a Torre Sul. Na Torre Sul, entre o Skylobby do 78º andar e o deck de observação nos 107º e 110º andares, havia cerca de 2.000 funcionários, incluindo 1.100 nos andares ocupados pela AON Insurance (do 92º e do 98º ao 105º). Um dos executivos da AON, Eric Eisenberg, iniciou a evacuação de seus andares momentos após o impacto do voo 11. Evacuações semelhantes foram realizadas nos andares ocupados pela Fiduciary Trust, nos andares 90, 94 e 97, bem como nos escritórios do Fuji Bank (nos andares 79-82), CSC (andar 87)  e Euro Brokers no andar 84, que ocupava os andares diretamente acima do Skylobby do 78º andar. Executivos como Eisenberg instruíram seus funcionários a descer pelas escadas até o Skylobby do 78º andar, onde poderiam pegar um elevador expresso até o térreo e sair do prédio.
Muitos foram auxiliados na evacuação por outros ocupantes do prédio, como Welles Remy Crowther, que foi extremamente identificável devido ao lenço vermelho ao redor de sua boca, e que ajudou a guiar grupos de evacuados para a segurança. Em uma janela de 17 minutos, entre 8:46 am e 9:03 Hoje, cerca de 1.400 pessoas foram evacuadas com sucesso do andar 77 da Torre Sul, enquanto cerca de 600 pessoas não conseguiram.
No momento do impacto do voo 175, até 200 pessoas estavam no Skylobby, no 78º andar, esperando os elevadores. Todas, exceto 12 dessas pessoas, morreram, pois o saguão foi atingido pela ponta da asa do voo 175.

### Pentágono

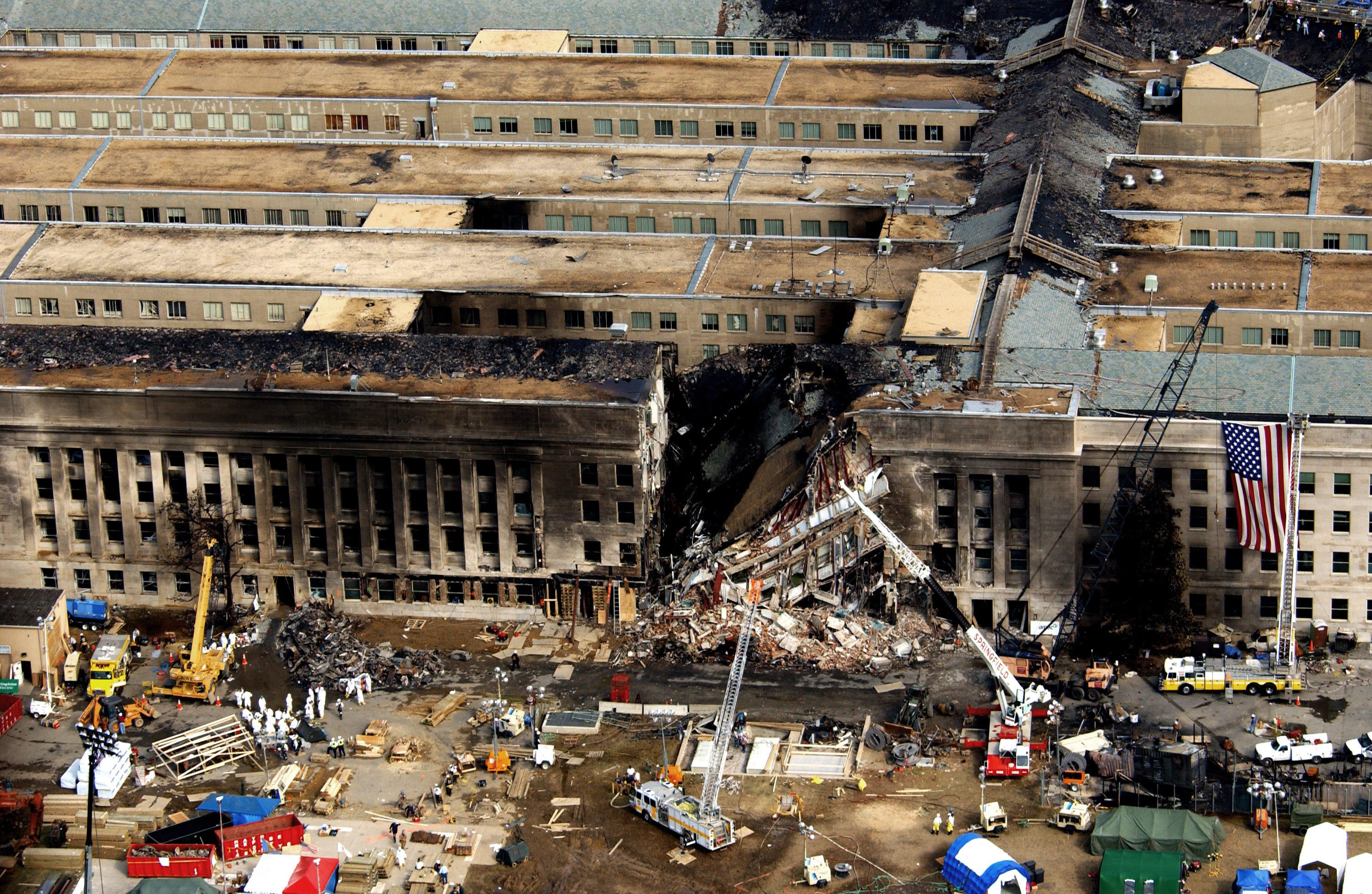
Visão aérea do Pentágono

Enquanto o Pentágono era atingido após os World Trade Centers, muitos que trabalhavam lá não achavam que o ataque se estenderia além da cidade de Nova York. Uma especialista em relações com a mídia que estava trabalhando no prédio na época, contou anos depois que ela disse a um colega de trabalho; "Este é o lugar mais seguro do mundo agora." Outro estava ao telefone com sua esposa e sua turma da sexta série quando o avião atingiu, afirmando que todo o prédio parecia ter sido completamente retirado dos alicerces. Ele desligou depois de dizer; "Fomos bombardeados, tenho de ir" antes de começar imediatamente a evacuar. A incerteza sobre o tipo de ataque levou muitos a evacuarem com pelo menos um guarda de segurança alertando sobre possíveis atiradores à espreita, para atirar nos que evacuavam.

### World Trade Center Hotel
O World Trade Center 3 também era conhecido como World Trade Center Hotel, Vista Hotel e Marriott Hotel. Durante a evacuação das duas torres maiores, este hotel de 22 andares foi usado como pista de evacuação para cerca de 1.000 pessoas que foram evacuadas da área. Um paramédico ajudando no processo de evacuação lembrou-se de que o ar era tão quente e denso que ele tinha dificuldade para respirar e ver, mas podia ouvir os alarmes dos bombeiros que desmaiaram e precisavam de ajuda.
A maioria dos 940 hóspedes registrados no hotel começaram a evacuar depois que os alarmes foram disparados devido a um pedaço do trem de pouso do avião cair na piscina do último andar. Alguns não o fizeram imediatamente, com pelo menos um convidado contando que acordou com o primeiro avião batendo na Torre Norte e voltou para a cama apenas para ser acordado pelo impacto do avião batendo na Torre Sul. Ele então assistiu ao noticiário e tomou um banho, se vestiu e juntou seus pertences antes de evacuar depois de assistir ao colapso da Torre Sul. Os hóspedes e outras pessoas que foram evacuadas pelo hotel foram guiados pelos funcionários do hotel através do bar do hotel e do lado de fora para a Liberty Street.

### Área ao redor
Depois que as duas torres foram atingidas, a ordem para evacuar a Torre Norte rapidamente se espalhou para abranger não apenas todo o complexo do World Trade Center, mas também a maioria dos prédios altos na Baixa Manhattan e arredores. A evacuação dos funcionários das torres Norte e Sul continuou, passando pela praça e pelo saguão. Os evacuados da Torre Norte foram direcionados para o shopping subterrâneo, de onde saíram do complexo para a Church Street. Os evacuados da Torre Sul foram encaminhados para outro lugar para evitar o congestionamento; eles foram enviados através da passarela coberta sobre West Street para o World Financial Center ou para o 4 World Trade Center e para a Liberty Street . 
Para aliviar o congestionamento dentro da cidade e dispersar os evacuados e civis, barcos e balsas foram usados para evacuar ainda mais a parte baixa de Manhattan . Algumas das embarcações faziam parte da Guarda Costeira, outras eram civis, empresas ou estatais, que agiam de forma independente ou após solicitar a autorização da Guarda Costeira, que inicialmente instruía as embarcações a aguardar e em seguida emitiu um pedido à todos os barcos disponíveis para ajudar.

## Sobreviventes
Ninguém sobreviveu dentro ou acima da zona de impacto na Torre Norte. Cerca de 15 pessoas abaixo do andar 22 sobreviveram ao colapso do WTC 1, escapando ou sendo resgatadas dos escombros.

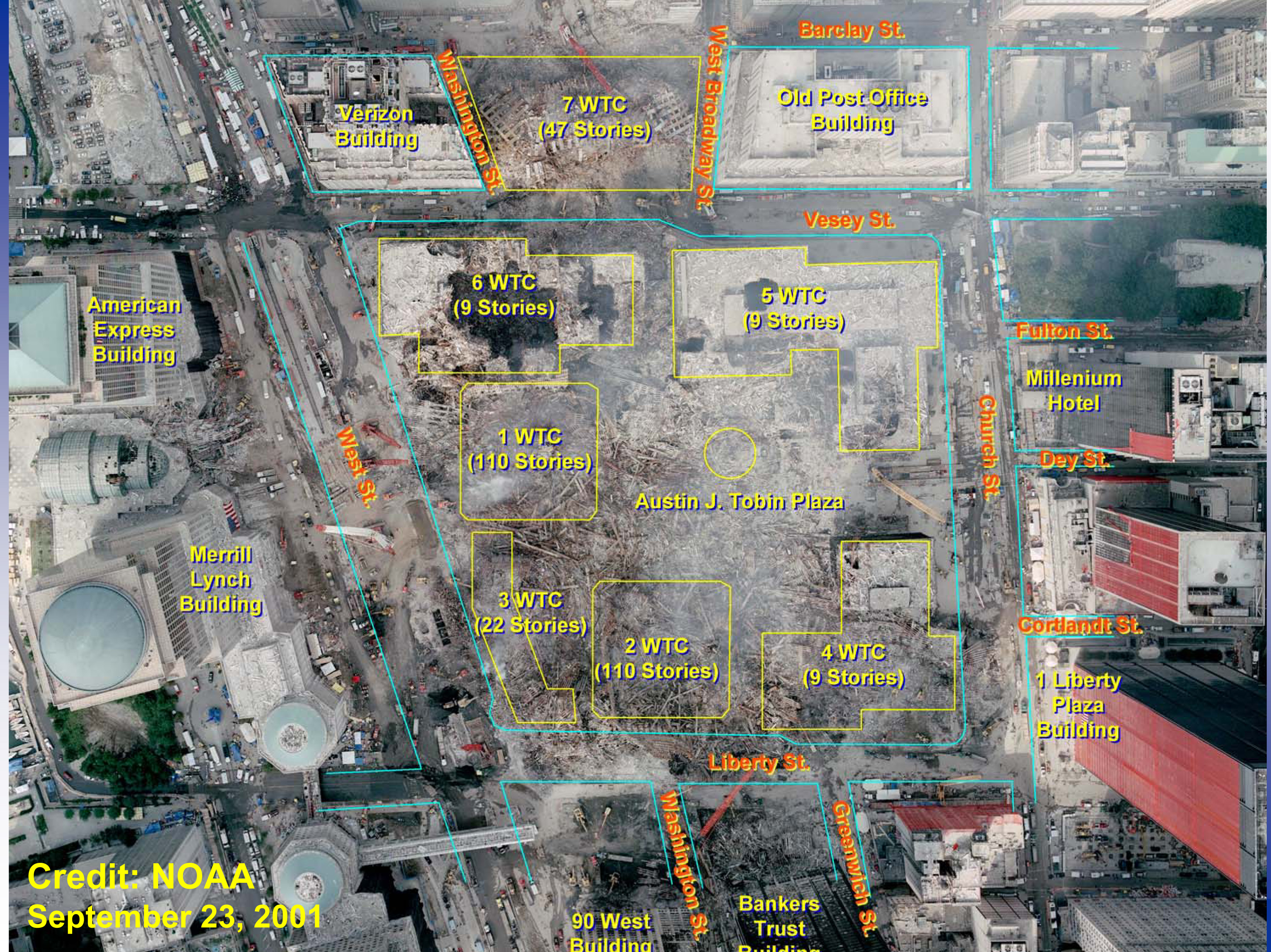
Local do World Trade Center (Ground Zero) com uma sobreposição mostrando os locais originais do edifício

Apenas 18 pessoas escaparam da zona de impacto da Torre Sul (andares 77 a 85) depois que ela foi atingida pelo voo 175 da United Airlines às 9h03 am, ninguém escapou dos andares acima dele. As pessoas escaparam da zona de impacto da Torre Sul usando a escadaria A no canto noroeste, a única escadaria que permaneceu intacta após o impacto. Os investigadores acreditam que a escada A permaneceu transitável até que a Torre Sul desabou às 9h59 am. Por causa das dificuldades de comunicação entre os operadores do 911 e os respondentes do FDNY e da NYPD, a maioria deles não sabia que a escada A era transitável e instruiu os sobreviventes acima da zona de impacto a aguardar a assistência do pessoal de resgate.

### Após os colapsos

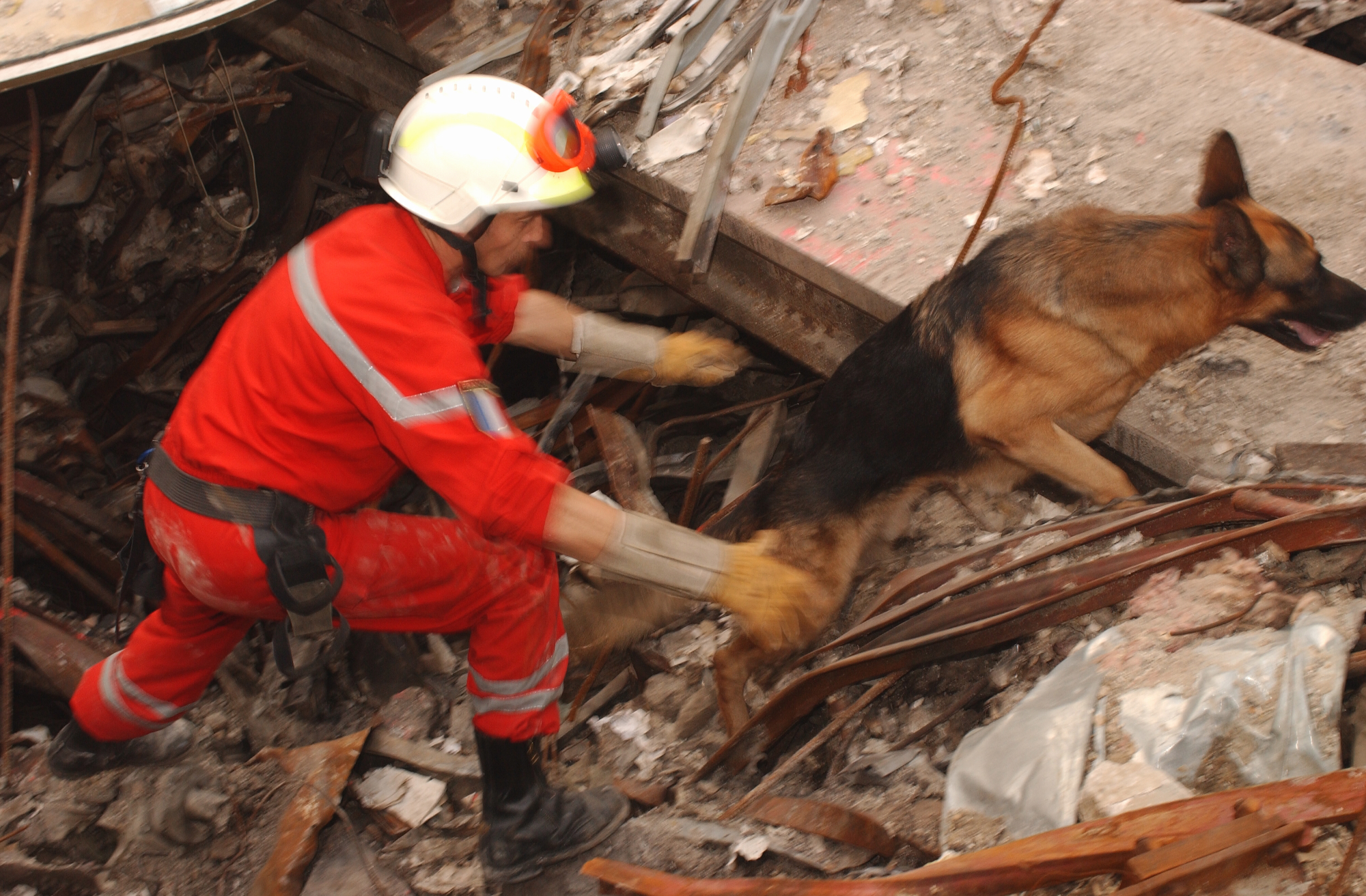
Um cão pastor alemão da Força-Tarefa de Busca e Resgate Urbano trabalha para procurar as vítimas no local do World Trade Center após os ataques.

Depois que as torres desabaram, apenas 23 pessoas dentro ou abaixo das torres escaparam dos escombros, incluindo 15 equipes de resgate. Apenas 16 indivíduos sobreviveram ao colapso da Torre Norte, e todos eles estavam tentando evacuar pela escada B localizada no centro do edifício. O último sobrevivente removido dos destroços do colapso do WTC foi encontrado nas ruínas da Torre Norte 27 horas após seu colapso.
Um número desconhecido de outras pessoas sobreviveu ao colapso inicial, mas foram enterradas em bolsas de ar nas profundezas dos escombros e não puderam ser resgatadas a tempo. Alguns conseguiram resgatar a si mesmos e a outros escalando os escombros ou cavando e ouvindo sons de vida para remover com segurança as vítimas dos escombros.

#### Defesa do sobrevivente
Em 28 de setembro de 2008, um total de mais de 33.000 policiais, bombeiros, socorristas e membros da comunidade foram tratados por lesões e doenças relacionadas aos ataques de 11 de setembro na cidade de Nova York, incluindo problemas respiratórios, problemas de saúde mental como PTSD e depressão, condições gastrointestinais e pelo menos 4.166 casos de câncer ; de acordo com um grupo de defesa, "mais policiais morreram de doenças relacionadas ao ataque do que morreram nele".
O ex-apresentador do Daily Show Jon Stewart e outros tiveram sucesso em pressionar por uma lei aprovada pelo Congresso em 2015 que estende permanentemente os benefícios de saúde para os respondentes e acrescenta cinco anos ao programa de compensação das vítimas. A defesa de Stewart sobre o problema continuou em 2019. Em junho daquele ano, ele testemunhou perante o Congresso em nome dos primeiros respondentes do 11 de setembro que não tinham benefícios de saúde adequados do Fundo de Compensação de Vítimas de 11 de setembro . Durante o depoimento, ele foi crítico de que "Doentes e morrendo, eles [os primeiros respondentes] vieram aqui para não falar com ninguém" e que era "vergonhoso" e "... uma vergonha para o país e é uma mancha para esta instituição. "

## Fatalidades

### World Trade Center

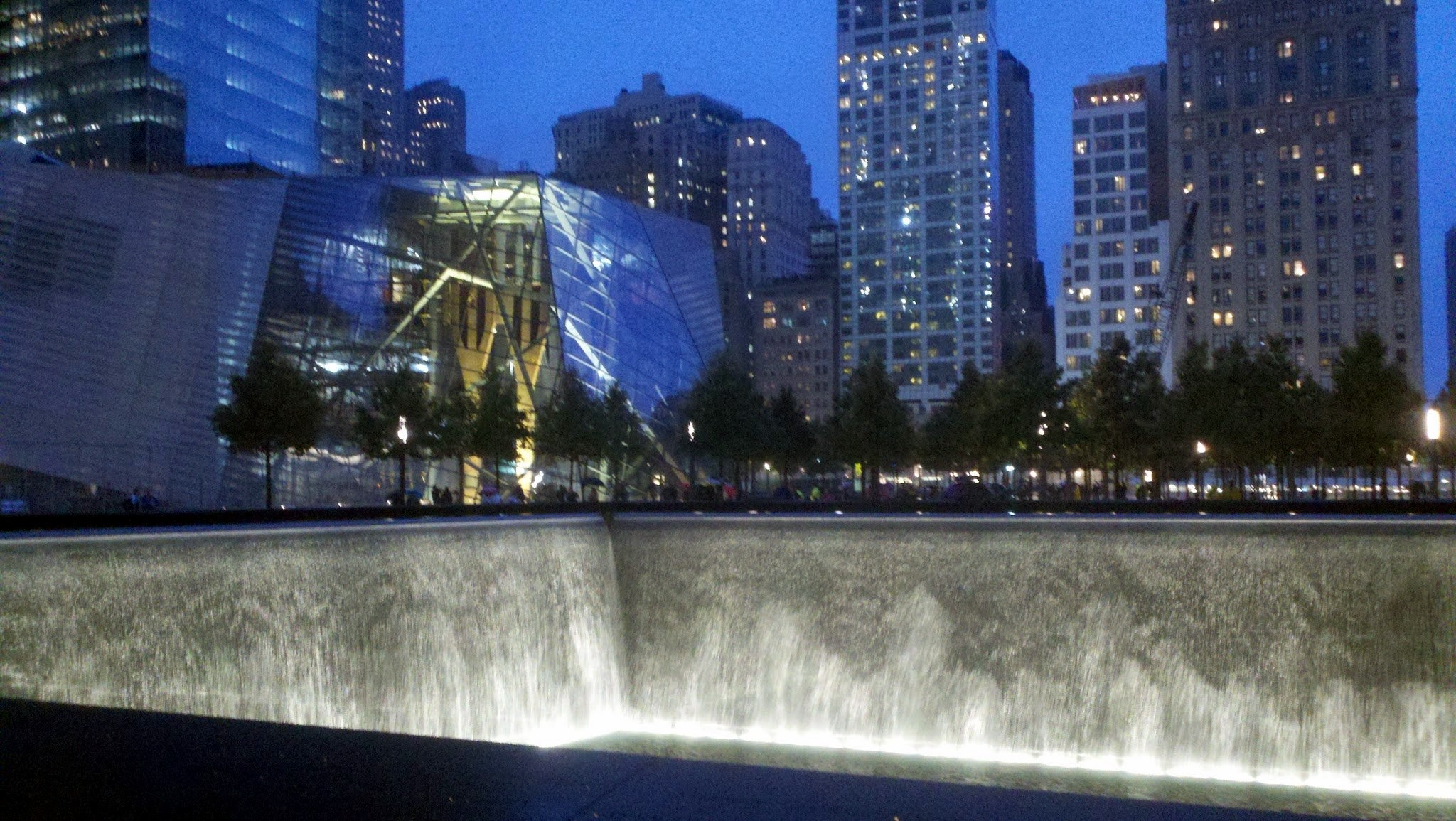
Fonte do memorial do 11 de setembro na base de uma das torres e o museu associado à esquerda

Estima-se que 2.606 pessoas que estavam no World Trade Center e no solo morreram nos ataques e no subsequente colapso das torres . Este número consistia em 2.192 civis (incluindo oito paramédicos e paramédicos de unidades hospitalares privadas); 343 membros do Corpo de Bombeiros de Nova York (FDNY); e 71 policiais, incluindo 23 membros do Departamento de Polícia da Cidade de Nova York (NYPD), 37 membros do Departamento de Polícia da Autoridade Portuária (PAPD), cinco membros do Escritório de Execução Fiscal do Estado de Nova York (OTE), três oficiais do Escritório de Administração do Tribunal do Estado de Nova York (OCA), um chefe dos bombeiros do Corpo de Bombeiros de Nova York (FDNY) que jurou poderes de aplicação da lei (e também estava entre os 343 membros do FDNY mortos), um membro do Federal Bureau of Investigation (FBI), um membro da Patrulha de Bombeiros de Nova York (FPNY) e um membro do Serviço Secreto dos Estados Unidos (USSS). Também incluso um cão farejador de bombas chamado Sirius, que não foi incluído no número oficial de mortos.
A idade média dos mortos na cidade de Nova York era de 40 anos. Nos prédios, a vítima mais jovem era Richard Pearlman, um técnico de emergência médica de 18 anos, e o mais velho era Albert Joseph, um trabalhador de manutenção de 79 anos do Morgan Stanley.

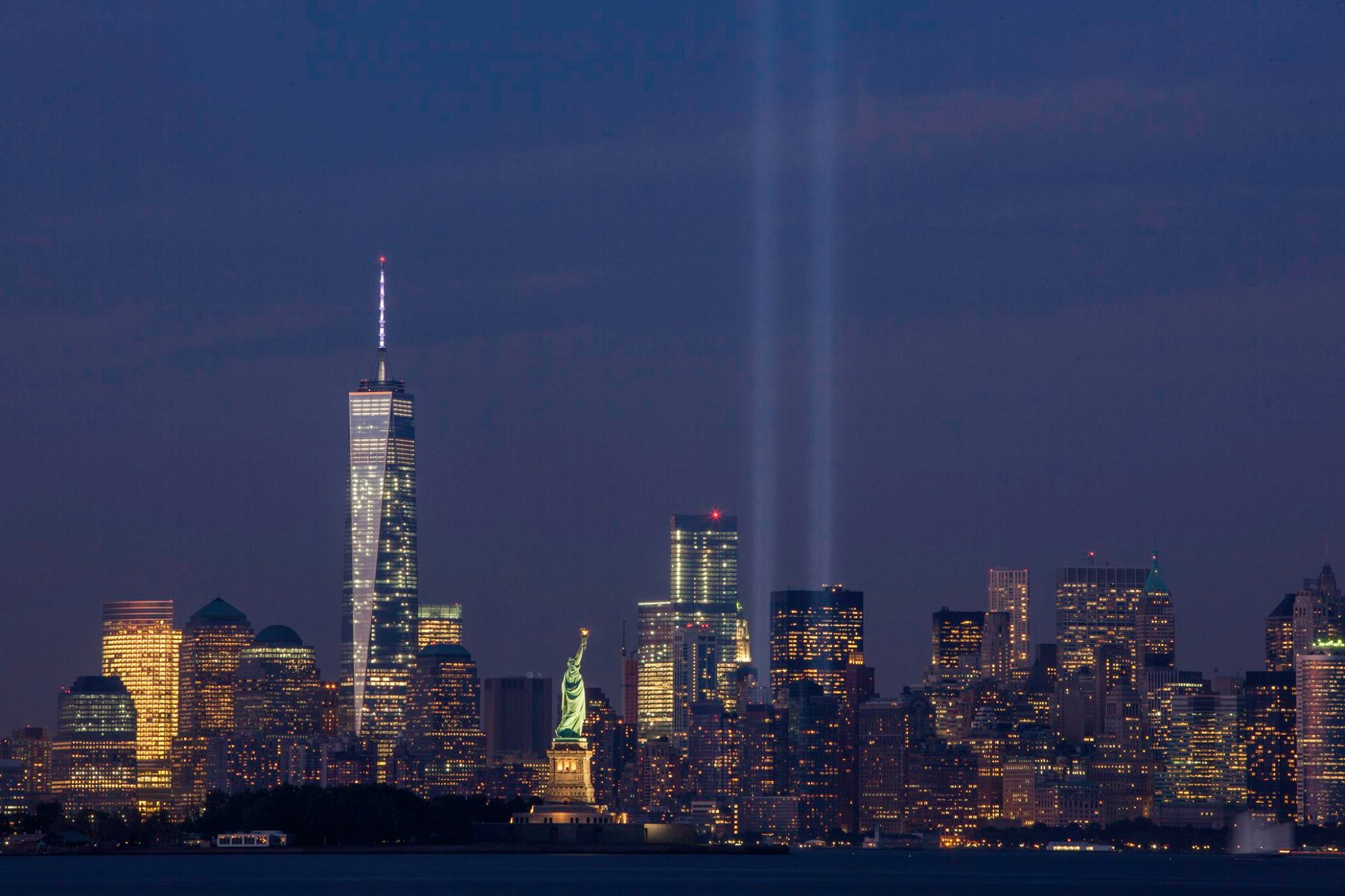
O Tribute in Light em 11 de setembro de 2014, o décimo terceiro aniversário dos ataques, visto de Bayonne, New Jersey. O prédio mais alto da foto é o novo One World Trade Center.

#### Torre Norte
Um total de 1.402 pessoas morreram nos andares de impacto ou acima deles na Torre Norte . De acordo com o Relatório da Comissão, centenas foram mortas instantaneamente pelo impacto, enquanto o restante das vítimas ficaram presas acima da zona de impacto e morreram depois que a torre desabou. Embora algumas pessoas tenham sido encontradas vivas nos escombros após o colapso das torres, nenhum desses indivíduos estava acima da zona de impacto. Outras 24 pessoas permanecem oficialmente listadas como desaparecidas em 12 de agosto de 2006.
John P. O'Neill foi um ex-diretor assistente do FBI que ajudou na captura do terrorista Ramzi Yousef do atentado World Trade Center de 1993 e era o chefe de segurança do World Trade Center quando ele foi morto tentando resgatar pessoas da Torre Norte . Um banco de investimento, Cantor Fitzgerald LP, do 101º ao 105º andar do One World Trade Center, perdeu 658 funcionários, consideravelmente mais do que qualquer outro empregador. A Marsh Inc., localizada logo abaixo da Cantor Fitzgerald nos andares 93-100 ( local do impacto do voo 11 ), perdeu 295 funcionários e 63 consultores. A Risk Waters, uma organização empresarial, estava realizando uma conferência no restaurante Windows on the World na época, com 81 pessoas presentes.

#### Torre sul
Um total de 614 pessoas morreram nos andares de impacto ou acima dele na Torre Sul . Sabe-se que apenas 18 pessoas conseguiram escapar usando a escada A antes do colapso da Torre Sul; outras 11 pessoas mortas nos ataques foram mortas abaixo da zona de impacto depois que o voo 175 da United Airlines atingiu a Torre Sul. A Comissão do 11 de setembro observa que este fato indica fortemente que a evacuação abaixo das zonas de impacto foi um sucesso, permitindo que a maioria fosse evacuada com segurança antes do colapso do World Trade Center.

#### World Trade Center Hotel
Não há um número preciso de mortes ocorridas no hotel, já que muitas das pessoas que se abrigaram no hotel durante e após o colapso da Torre Sul foram protegidas pelas vigas reforçadas instaladas pela Autoridade Portuária após o atentado de 1993. Acredita-se que pelo menos dois funcionários do hotel morreram durante o desabamento, pois estavam fora da zona de segurança.

#### Mortes envolvendo elevadores
Um relatório do USA Today estimou que aproximadamente 200 pessoas morreram dentro dos elevadores, enquanto apenas 21 escaparam dos elevadores. Muitos elevadores não mergulharam, mas foram destruídos pelo acidente e incêndios subsequentes, ou ficaram presos nos poços. Um mecanismo de travamento impedia que as pessoas escapassem, exceto em um elevador, de abrir as portas em elevadores encalhados. Um sobrevivente contou que teve de forçar uma abertura estreita entre as portas do elevador para escapar usando as escadas.

#### Mortes por salto ou queda
Antes do colapso das Torres Gêmeas, cerca de 200 pessoas morreram por caírem das torres em chamas, caindo nas ruas e telhados de edifícios adjacentes centenas de metros abaixo, a uma velocidade de quase 150 mph (240 km/h) – suficiente para causar morte instantânea com o impacto, mas insuficiente para causar inconsciência durante a queda real. A maioria dos que caíram do World Trade Center saltaram da Torre Norte. Uma vítima secundária foi causado quando um civil caiu e matou um bombeiro perto das ruas West e Liberty por volta das 9h30 am.
Para testemunhas no solo, muitas das pessoas que caíram das torres pareciam ter deliberadamente saltado para a morte, incluindo a pessoa cuja fotografia ficou conhecida como o Homem em Queda . O relatório do NIST descreve oficialmente as mortes de 104 pessoas que saltaram, mas afirma que esse número provavelmente subestima o verdadeiro número daqueles que morreram dessa maneira. A visão e o som desses indivíduos caindo das torres e "se espatifando como ovos no chão" horrorizou e traumatizou muitas testemunhas. As certidões de óbito dos saltadores declaram a causa da morte como " trauma contundente" devido ao homicídio . Alguns dos ocupantes de cada torre acima de seu ponto de impacto subiram em direção ao telhado na esperança de um resgate por helicóptero, apenas para encontrar as portas de acesso ao telhado trancadas. Os oficiais da Autoridade Portuária tentaram destrancar as portas, mas os sistemas de controle não permitiram; em qualquer caso, a fumaça densa e o calor intenso teriam impedido o pouso de helicópteros de resgate.

#### Teorias de conspiração
Ao contrário de algumas teorias da conspiração sobre os judeus sendo advertidos para não trabalhar naquele dia, o número de judeus que morreram nos ataques é estimado entre 270 e 400, com base nos sobrenomes dos mortos.  

### Pentágono

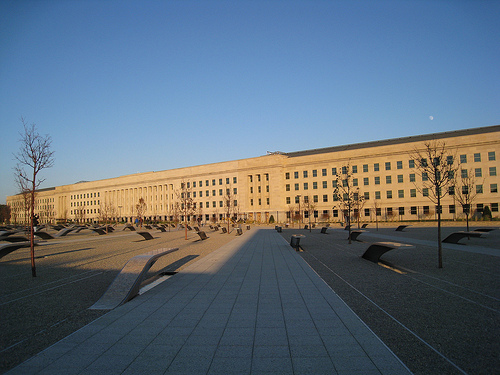
O Memorial do Pentágono em homenagem às vítimas do ataque terrorista de 11 de setembro ao Pentágono.

Pelo menos 125 pessoas que trabalhavam no Pentágono foram mortas, a maioria das quais trabalhava para o Exército dos Estados Unidos ou a Marinha dos Estados Unidos . Dessas 125 mortes, 70 eram civis - 47 funcionários do Exército, seis terceirizados do Exército, seis funcionários da Marinha, três terceirizados da Marinha, sete funcionários da Agência de Inteligência de Defesa e um terceirizado do Gabinete do Secretário de Defesa - e 55 eram membros da Forças Armadas dos Estados Unidos - 33 marinheiros da Marinha e 22 soldados do Exército. O tenente-general Timothy Maude, vice-chefe do Estado-Maior do Exército, foi o oficial militar de mais alta patente morto no Pentágono.

### A bordo dos quatro aviões
As 265 mortes a bordo dos quatro aviões incluíram: 
- 87 civis (incluindo 11 membros da tripulação) e os cinco sequestradores a bordo do voo 11 da American Airlines
- 60 civis (incluindo 9 membros da tripulação) e os cinco sequestradores a bordo do voo 175 da United Airlines[89]
- 59 passageiros (incluindo 6 membros da tripulação) e os cinco sequestradores a bordo do voo 77 da American Airlines
- 39 civis (incluindo 7 membros da tripulação), um oficial do Serviço de Pesca e Vida Selvagem dos EUA[90] e os quatro sequestradores a bordo do voo 93 da United Airlines .[91][92]

Entre os mortos estão oito crianças: cinco no voo 77 da American Airlines, com idades entre 3 e 11, e três no voo 175 da United Airlines, com idades entre 2, 3 e 4. A vítima mais jovem era uma criança de dois anos e meio no voo 175 e a mais velha era um passageiro de 85 anos no voo 11. Entre os mortos estavam o produtor de televisão David Angell, que co-criou a sitcom Frasier, e a atriz Berry Berenson, ambos passageiros do voo 11. Garnet Bailey, um membro da Stanley Cup - ganhadora da Copa do Boston Bruins de 1971 a 1972, estava a bordo do voo 175. Barbara Olson, comentarista política de televisão e esposa do então procurador-geral dos EUA Theodore Olson, e a treinadora de ginástica feminina Mari-Rae Sopper estavam a bordo do voo 77.

### Mortes estrangeiras

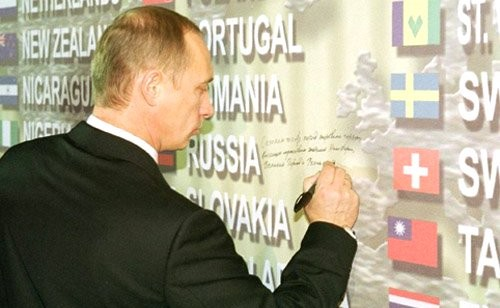
O presidente russo, Vladimir Putin, assina condolências num memorial aos mortos estrangeiros.

Excluindo os 19 perpetradores (15 dos quais eram da Arábia Saudita, dois dos Emirados Árabes Unidos, um do Egito e um do Líbano), pessoas de 77 países diferentes morreram. Isso incluiu cerca de 372 estrangeiros identificados, representando mais de 12% das mortes causadas pelos ataques. Sem levar em conta alguns casos de dupla cidadania.

### Depois dos ataques

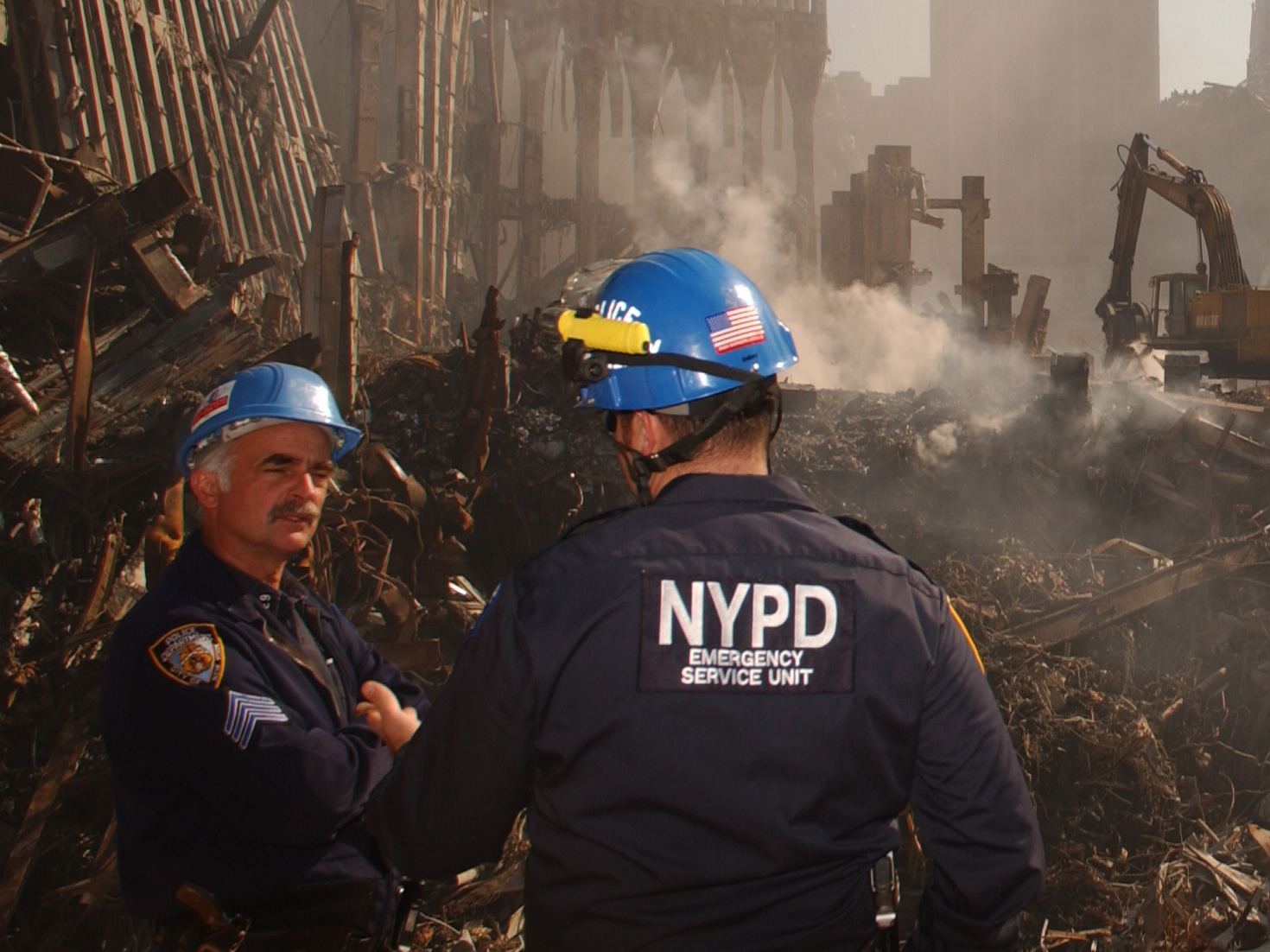
Dois oficiais da NYPD no local do World Trade Center cinco semanas após os ataques.

Durante os ataques e depois disso, houve uma grande quantidade de poeira tóxica, detritos e cinzas que foram centralizados em torno do Marco Zero e criaram problemas de saúde de longo prazo. Materiais tóxicos como amianto, chumbo e mercúrio estavam no ar e nos destroços, e muitas vítimas e socorristas não usavam respiradores.
Foi relatado em 2018 que pelo menos 15 agentes do FBI morreram de câncer devido às suas funções no rescaldo e investigação do ataque. Além disso, um diretor médico do Programa de Saúde do World Trade Center no Hospital Mount Sinai relatou em 2018 que dos cerca de 10.000 primeiros respondentes e outros que estavam no Marco Zero desenvolveram câncer como resultado, mais de 2000 morreram devido a doenças relacionadas. A Uniformed Firefighters Association of Greater New York também relatou mais de 170 mortes de bombeiros devido a doenças relacionadas ao 11 de setembro, e que cerca de 1 em 8 bombeiros que estavam no Marco Zero desenvolveram câncer. Pelo menos 221 policiais morreram nos anos desde 2001 de doenças relacionadas aos ataques na cidade de Nova York.

## Identificação forense
As identificações por DNA podem ser feitas comparando o perfil de DNA de amostras de referência com aqueles encontrados em restos mortais, por meio da obtenção de amostras de itens pessoais (escova de dente / escova de cabelo), amostras biológicas armazenadas, parentes ou outros restos identificados. O calor extremo, as pressões e a contaminação do colapso dos edifícios fizeram com que parte do DNA se degradasse e se tornasse inutilizável. As amostras também foram degradadas porque alguns fragmentos de corpos permaneceram nos escombros por 8 a 10 meses. Em resposta a isso, o consultório médico legista e outros grupos científicos criaram novas técnicas para processar os fragmentos ósseos. A Associated Press informou que o escritório legista possui "cerca de 10.000 ossos e fragmentos de tecido não identificados que não podem ser comparados com a lista dos mortos". Fragmentos de ossos ainda estavam sendo encontrados em 2006, enquanto os trabalhadores preparavam o edifício danificado do Deutsche Bank para demolição.
Para extrair o DNA, médicos legistas pulverizam os fragmentos e comparam o DNA extraído com a coleção de material genético das vítimas e / ou seus parentes, com os cientistas revisitando fragmentos ósseos várias vezes na tentativa de identificar as vítimas. Outros problemas de identificação são vistos com aqueles que caíram ou pularam dos andares superiores das torres, pois muitos não têm certeza sobre a identidade daqueles que morreram dessa maneira, ou quantos morreram dessa maneira. 

### Identificação
A partir de 11 de setembro de 2012, um total de 2753 certificados de óbito foram preenchidos com relação aos ataques. Desses, 1588 (58%) foram identificados por métodos forenses a partir dos restos mortais recuperados.
Em 17 de abril de 2013, cinco possíveis restos mortais foram recuperados após serem peneirados no Fresh Kills Landfill em Staten Island . O legista disse que as evidências de uma possível vítima dos ataques também foram recuperadas dois dias depois. Em 21 de junho de 2013, o consultório médico legista comparou sua 1.637ª vítima, uma mulher de 43 anos, à sua lista de vítimas como resultado de testes de DNA de detritos coletados no local. A pedido da família, seu nome não foi divulgado. Em 5 de julho de 2013, o escritório do médico legista identificou os restos mortais do bombeiro do FDNY, tenente Jeffrey P. Walz, 37, depois de serem retestados. Seus restos mortais foram recuperados meses após o ataque e foi a 1.638ª vítima identificada judicialmente.
Em 7 de agosto de 2017, o consultório do médico legista avaliou sua 1.641ª vítima. A vítima foi identificada por meio de um novo teste de DNA de restos mortais recuperados em 2001. Em 2017, foi relatado que apenas 1.641 vítimas, ou pouco menos de 60%, identificaram restos mortais.
Em 25 de julho de 2018, o consultório do médico legista atendeu sua 1.642ª vítima. A vítima, Scott Michael Johnson, de 26 anos, foi identificada por meio de um novo teste de DNA de restos mortais recuperados em 2001.
Em Outubro de 2019, 3 vítimas adicionais foram identificadas com sucesso ao longo do ano, trazendo o número total de vítimas identificadas para 1.645. 1.108 Vítimas restantes, representando 40% daqueles que pereceram nos ataques do World Trade Center ainda estão a ser identificadas.
Em 2021, quatro dias antes do 20º aniversário dos ataques, o Escritório Legista da cidade de Nova York anunciou que a identificação das 1.646ª e 1.647ª pessoas, Dorothy Morgan, de Hempstead, Long Island, e um homem anônimo cuja identidade está sendo retido a pedido de sua família, respectivamente.
Contando a partir de 7 de setembro de 2021, ainda há 1.106 vítimas que ainda precisam ter seus restos identificados.